# Torneo Súper 8 2006
El Torneo Súper 8 2006 Adidas fue la segunda edición del Torneo Súper 8. Esta fue la primera ocasión en la que se disputó en la Ciudad de Neuquén, Argentina, del 22 al 26 de noviembre de 2006 en el Estadio Ruca Che. Se coronó como campeón Peñarol de Mar del Plata siendo este su primer título en el certamen, tras vencer en la final a Boca Juniors.

## Clasificación
Para determinar los ocho equipos participantes del torneo, los equipos clasificaron acorde a su récord en la primera fase de la liga 2006/07, de modo tal que el Súper 8 reunió a los primeros 4 de la zona norte (Sionista, Ben Hur, Atenas y Quimsa) y los primeros 4 de la zona sur (Peñarol de Mar del Plata, Quilmes de Mar del Plata, Gimnasia de Comodoro y Boca Juniors).
| Zona Norte          | PG | PP | Pts |
| ------------------- | -- | -- | --- |
| Sionista            | 9  | 5  | 23  |
| Ben Hur             | 8  | 6  | 22  |
| Atenas              | 8  | 6  | 22  |
| Quimsa              | 8  | 6  | 22  |
| Regatas (C)         | 8  | 6  | 22  |
| Libertad            | 7  | 7  | 21  |
| Central Entrerriano | 5  | 9  | 19  |
| Belgrano (SN)       | 3  | 11 | 17  |

| Zona Sur           | PG | PP | Pts |
| ------------------ | -- | -- | --- |
| Peñarol            | 11 | 3  | 25  |
| Quilmes            | 9  | 5  | 23  |
| Gimnasia (CR)      | 8  | 6  | 22  |
| Boca Juniors       | 7  | 7  | 21  |
| Deportivo Madryn   | 7  | 7  | 21  |
| Ciclista Juninense | 5  | 9  | 19  |
| Obras Sanitarias   | 5  | 9  | 19  |
| Estudiantes (BB)   | 4  | 10 | 18  |

|  |                                      |
|  | Clasificados por tener mejor récord. |

## Desarrollo del torneo
|  | Cuartos de final             | Cuartos de final             |              |              | Semifinales             | Semifinales             |  |         | Final                   | Final                   |  |
|  | 22 y 23 de noviembre de 2006 | 22 y 23 de noviembre de 2006 |              |              | 25 de noviembre de 2006 | 25 de noviembre de 2006 |  |         | 26 de noviembre de 2006 | 26 de noviembre de 2006 |  |
|  |                              |                              |              |              |                         |                         |  |         |                         |                         |  |
|  |                              |                              |              |              |                         |                         |  |         |                         |                         |  |
|  | Quilmes                      | 96                           |              |              |                         |                         |  |         |                         |                         |  |
|  | Quilmes                      | 96                           |              |              |                         |                         |  |         |                         |                         |  |
|  | Quimsa                       | 73                           |              |              |                         |                         |  |         |                         |                         |  |
|  | Quimsa                       | 73                           |              | Quilmes      | 80                      |                         |  |         |                         |                         |  |
|  |                              |                              |              | Quilmes      | 80                      |                         |  |         |                         |                         |  |
|  |                              |                              | Peñarol      | 89           |                         |                         |  |         |                         |                         |  |
|  | Peñarol                      | 71                           | Peñarol      | 89           |                         |                         |  |         |                         |                         |  |
|  | Peñarol                      | 71                           |              |              |                         |                         |  |         |                         |                         |  |
|  | Gimnasia (CR)                | 58                           |              |              |                         |                         |  |         |                         |                         |  |
|  | Gimnasia (CR)                | 58                           |              |              |                         |                         |  | Peñarol | 75                      |                         |  |
|  |                              |                              |              |              |                         |                         |  | Peñarol | 75                      |                         |  |
|  |                              |                              | Boca Juniors | 74           |                         |                         |  |         |                         |                         |  |
|  | Sionista                     | 62                           | Boca Juniors | 74           |                         |                         |  |         |                         |                         |  |
|  | Sionista                     | 62                           |              |              |                         |                         |  |         |                         |                         |  |
|  | Boca Juniors                 | 63                           |              |              |                         |                         |  |         |                         |                         |  |
|  | Boca Juniors                 | 63                           |              | Boca Juniors | 102                     |                         |  |         |                         |                         |  |
|  |                              |                              |              | Boca Juniors | 102                     |                         |  |         |                         |                         |  |
|  |                              |                              | Atenas       | 99           |                         |                         |  |         |                         |                         |  |
|  | Atenas                       | 97                           | Atenas       | 99           |                         |                         |  |         |                         |                         |  |
|  | Atenas                       | 97                           |              |              |                         |                         |  |         |                         |                         |  |
|  | Ben Hur                      | 94                           |              |              |                         |                         |  |         |                         |                         |  |
|  | Ben Hur                      | 94                           |              |              |                         |                         |  |         |                         |                         |  |
|  |                              |                              |              |              |                         |                         |  |         |                         |                         |  |

| Buenos Aires                                   |
| Campeón Peñarol de Mar del Plata Primer título |